# Aechmea tocantina
Espèce
Classification phylogénétique
Aechmea tocantina est une espèce de plantes à fleurs de la famille des Bromeliaceae qui se rencontre au nord de l'Amérique du Sud.

## Distribution
L'espèce est largement répandue en Amérique du Sud, notamment au Brésil, en Bolivie, Colombie, Venezuela, Guyana, Suriname et Guyane.

## Description
L'espèce est épiphyte ou hémicryptophyte.